# Anopheles torakala
Anopheles torakala är en tvåvingeart som beskrevs av Stoker och Waktoedi 1949. Anopheles torakala ingår i släktet Anopheles och familjen stickmyggor. Inga underarter finns listade i Catalogue of Life.